# دون روجرز (سياسي)
دون روجرز هو سياسي أمريكي، ولد في 22 أبريل 1928 في نتشتوشس في الولايات المتحدة، وتوفي في 24 أكتوبر 2018. نشط حزبياً في الحزب الجمهوري.